# Tipula (Schummelia) sphaerostyla
Tipula (Schummelia) sphaerostyla is een tweevleugelige uit de familie langpootmuggen (Tipulidae). De soort komt voor in het Oriëntaals gebied.